# Ťing-siangské povstání
Ťing-siangské povstání je označení pro sérii vzpour probíhající v letech 1465–1476 v čínské říši Ming za vlády císaře Čcheng-chuy v prefekturách Ťing-čou a Siang-jang rozkládajících se na severovýchodě provincie Chu-kuang v centrálních oblastech Číny. Bouřili se ilegální přistěhovalci do zmíněných okrajových oblastí Chu-kuangu, kteří si začali vytvářet vlastní organizaci nezávislou na mingském státu. Opakovaně byli poraženi mingskou armádou, uklidnění situace přineslo až uznání práva přistěhovalců na jimi obsazenou půdu a zavedení řádné státní správy na dotčeném území.

## Před vypuknutím povstání
Ťing-siangské povstání v letech 1465–1476 bylo největším čínským povstáním v 15. století a snad i největším sociálním otřesem mingského státu mezi občanskou válkou v letech 1399–1402 a povstáním Li Š’-čchenga v závěrečných letech mingské doby.
Jméno neslo po prefekturách Ťing-čou a Siang-jang ležících v severozápadním rohu provincie Chu-kuang ve střední Číně. Prefektury byly rozlehlé, přes 300 km široké ve všech směrech, a přes nemalý podíl horského terénu úrodné. V tchangské a sungské době byly hustě osídlené a nacházely se relativně blízko politického centra říše, ale po invazích a bojích jüanské doby se ve 14. století region prakticky vylidnil a stal se útočištěm uprchlíků.
V letech 1369–1370 region dobyl a ustavil v něm mingskou administrativu generál Teng Jü. Bylo zakázáno přistěhovalectví. V následujících desetiletích byla oblast řídce osídlená a relativně klidná. Ve 30. letech 15. století do ní utíkaly oběti hladomoru z Che-nanu. Region se začal zalidňovat a organizovat nezávisle na úřadech.
V 50. a 60. letech 15. století přišly do oblasti Ťing-siang stovky tisíc ilegálních přistěhovalců, uprchlíků před hladem, daněmi a zákonem. Celkem se jich v polovině 60. let nahromadily dva miliony. Nebyli registrování v úředních soupisech (Žlutých registrech), neplatili daně, žili nezávisle na státu.

## Povstání 1465–1466 a 1470
V 60. letech se místní obyvatelé začali sjednocovat, do čela se jim postavil silák Liou Tchung s pomocí mnicha Š’ Lunga (známi byli pod svými přezdívkami Liou Tisíc liber a Mnich Š’). Liou spojil drobné lupičské bandy, prohlásil se králem z Chan, vyhlásil éru vlády Te-šeng (volně „Vítězné ctnosti“) a začal vytvářet vlastní administrativu a organizovat armádu o desítkách tisíc bojovníků.
Mingská vláda odpověděla vysláním vojsk v čele s veteránem ze severních hranic a hrabětem z Fu-ning Ču Jungem a ministrem prací Paj Kuejem. Ču Jung a Paj Kuej roku 1465 shromáždili vojska z několika provincií, včetně oddílů generála Li Čena z Chu-kuangu, a roku 1466 povstání rozdrtili. Liou Tchung padl do zajetí v létě 1466.
| Shodou okolností se na pekingském nebi objevila výrazná kometa, viditelná po nocích celý měsíc, pouze patnáct dní poté, co do Pekingu došlo Siang Čungovo hlášení o potlačení povstání. Podle přesvědčení Číňanů byla kometa znamením nespokojenosti Nebes s činností vlády. Úředníci proto začali diskutovat o možných chybných vládních rozhodnutích. Při hledání viníků nespokojenosti Nebes došlo i na Siang Čunga a Li Čena: byli obviněni ze zabíjení nevinných při protipovstaleckých akcích. Císař Čcheng-chua se však postavil na jejich stranu a zastavil stíhání. |
| |

Vojenská porážka nevyřešila problém s přistěhovalci a když se roku 1470 kvůli hladomoru nahrnulo do regionu dalších 900 tisíc lidí, vypukla nová vzpoura. Její vůdce Li Jüan (říkali mu Vousatý Li) se prohlásil „Králem velkého míru“ (Tchaj-pching wang). Z pozadí ho podporoval Mnich Š’. K potlačení rebelů byl v prosinci 1470 vyslán Siang Čung, hlavní cenzor zprava a jeden z nejvýznamnějších vojevůdců mezi úředníky. V provincii Chu-kuang sebral, s pomocí Li Čena, 250tisícovou armádu a zadusil povstání. Vousatý Li padl do zajetí v srpnu 1471. Stovky lidí byly popraveny, tisíce poslány do vyhnanství, 1,5 milionu navráceny do svých domovin.

## Vzpoura 1476 a zavedení řádné správy
Lidé se do regionu začali vracet a v létě 1476 se opět začali bouřit. Tehdy vláda vyslala do oblasti k prozkoumání sociálních a hospodářských podmínek Jüan Ťiea, úředníka cenzorátu, a v metropoli se rozvinula živá diskuze o možnostech řešení problému. Vláda se přiklonila k preferenci sociálních a organizačních opatření v regionu, ve víře v oprávněnost konfuciánské teze, že správná vláda přinese klid zemi a lidu. Jüan Ťie dostal za úkol opatření zavést. Rozhodl o uznání práva přistěhovalců na zemi, kterou obdělávají, a zorganizoval registraci půdy a lidí. Nově zaevidoval přes 113 tisíc rodin s 438 tisíci členy. Na jeho návrh bylo zřízeno několik nových okresů a koncem roku 1476 i nová prefektura Jün-jang. V sídle nové prefektury vzniklo obranné vojenské velitelství s kompetencí i pro přilehlé okresy sousedních provincií v čele s velkým koordinátorem sün-fu. Za rok práce se Jüan Ťieovi podařilo zavedením řádné vlády stabilizovat situaci a uklidnit region.